# Conferencia de las Naciones Unidas sobre el Cambio Climático de 2010
La Conferencia de Naciones Unidas sobre Cambio Climático 2010 se celebró en Cancún, México del 29 de noviembre al 10 de diciembre de 2010. El nombre oficial de la reunión fue «16ª sesión de la Conferencia de las Partes y la 6ª Conferencia de las Partes en calidad de reunión de las Partes en el  Protocolo de Kyoto (COP16/CMP6)». Los medios se referían a ella como «Cumbre del clima 2010».
Esta conferencia fue organizada por la Convención Marco de las Naciones Unidas sobre el Cambio Climático (CMNUCC), un organismo de la ONU, que organiza conferencias anuales desde 1995. El objetivo de la conferencia fue concluir un acuerdo jurídicamente vinculante sobre el clima que se aplica a partir de 2012, después de que la Conferencia de Copenhague de 2009 fracasó en encontrar tal acuerdo.

## Contexto
La Conferencia de Copenhague, que se celebró en diciembre de 2009, debía preparar futuros objetivos para reemplazar los del Protocolo de Kioto, que termina en 2012. Este proceso de preparación se inició en Bali en 2007, con una "Hoja de Ruta" adoptada por los países miembros. Sin embargo, los 192 países presentes en la conferencia sólo lograron un acuerdo parcial y no vinculante.
Renunciando a la unanimidad, el plenario de la conferencia climática sólo pudo asumir un documento de mínimos, que postergó para 2010 los "deberes climáticos", entre ellos la fijación de metas de reducción de emisiones contaminantes para las naciones ricas.
Tras fustigar implacablemente al capitalismo, como "origen del calentamiento global", Hugo Chávez y Evo Morales, junto a otros países en vías de desarrollo, se aliaron en un esfuerzo mancomunado para torpedear la cumbre que consideraron antidemocrática, manipulada y teledirigida desde la Casa Blanca y Bruselas.
Un mes antes de la conferencia de Copenhague, en noviembre de 2009, los representantes de México declararon que esa conferencia debería establecer las bases para permitir la elaboración de un futuro acuerdo definitivo, y manifestaron su esperanza que este nuevo tratado fuera firmado dentro de un año. Durante la conferencia de Copenhague (COP15), los países africanos también propusieron que los países miembros adoptaran medidas para preparar un acuerdo final durante la XVI Conferencia.

## Preparación
Según las convenciones y reglas establecidas por la CMNUCC, la presidencia de los miembros de la CMNUCC es rotativa, y el país que acoge la conferencia anual forma parte de la región que preside. En 2010, América Latina y Caribe presiden la CMNUCC. El gobierno de México ha propuesto acoger la conferencia. La conferencia se celebraría del 29 de noviembre al 10 de diciembre de 2010.
Antes de la conferencia CP16 (es el nombre tradicional dado a las conferencias sobre cambio climático de la ONU por "Conferencia de las Partes"), varias reuniones se celebraron para preparar esta conferencia:
- 31 de mayo de 2010 - 11 de junio de 2010: reunión de la CMNUCC en Bonn (Alemania).[12] La Secretaría de la CMNUCC organiza una reunión anual en Bonn, que es su sede desde 1996, a fin de preparar la conferencia de las partes (CP o COP en inglés) que se reúne a finales del año, en noviembre o diciembre.[13][14]
- 8 de noviembre - 19 de noviembre de 2010: otra reunión en Bonn.[15]

### Conferencia previa en Cochabamba
Del 19 al 22 de abril se realizó en Cochabamba, Bolivia, la Conferencia Mundial de los Pueblos sobre el Cambio Climático y los Derechos de la Madre Tierra. Participaron más de 35.000 delegados de movimientos sociales y organizaciones provenientes de 140 países, aunque la presencia de delegados oficiales de otras naciones fue escasa. Hubo grupos de trabajo que abordaron distintas temáticas como Bosques, Deuda Ecológica, Tribunal de Justicia Climática, agricultura y Soberanía Alimentaria, etc. También hubo paneles con exposiciones de gobernantes, académicos, representantes de organizaciones sociales.
Se elaboró el Acuerdo de los Pueblos y las conclusiones fueron presentadas al Secretario General de la ONU, con la expectativa de que fueran consideradas en la Conferencia de Cancún en México. Estas expectativas no se cumplieron, ya que el mismo Evo Morales reconoció que fueron ignoradas por Ban Ki-Moon.